# QU Vulpeculae
QU Vulpeculae var en nova som upptäcktes den 25 december 1984 i stjärnbilden Räven, som i maximum nådde +5,2 i magnitud. 
QU Vulpeculae klassificeras som neonnova, eller ONeMg. Den är en kataklysmisk variabel av typen AM Herculis  med omloppstiden 2,6 timmar. 